# Elda Krajcar-Percan
Elda Krajcar Percan (Pula, 1958.), hrvatska akademska glazbenica, pijanistica, glazbena pedagoginja i skladateljica.

## Životopis
Krajcar Percan je diplomirala na Muzičkoj akademiji u Zagrebu, i to dvaput: na prvom odsjeku studij glazbene teorije s diplomskim radom u kojem se bavila sonatnim oblikom u Schubertovim sonatama za klavir, te na petom odsjeku – studij klavira u klasi Elle Kovačić Murai. Na istoj je instituciji kasnije završila i poslijediplomski studij klavira. Kompoziciju je slušala kod uvaženog skladatelja Mila Cipre, a diplomirala kod Anđelka Klobučara.
Maturirala je i klasičnu harmoniku, a tijekom školovanja, bila je pet puta izabrana kao predstavnica bivše države na Svjetskom trofeju harmonike (Colombier, Barcelona, Pariza, Caldas de Rainha, Ancy) na kojima je postigla zapažene rezultate (u Parizu treće, a na europskom natjecanju u Ancyju drugo mjesto). Natjecala se i iz klavira - dobitnica je prve nagrade na republičkom natjecanju u Sisku i državnom natjecanju u Zagrebu 1980. godine (u sklopu bivše države).
Dugogodišnje radno iskustvo veže je uz glazbenu školu Ivana Matetića Ronjgova u Puli – gdje je radila sedamnaest godina, a od 1996. godine predaje klavir na Odjelu za glazbu pri Sveučilištu Jurja Dobrile u Puli (današnja Muzička akademija u Puli).
Tijekom više od trideset i pet godina duge i uspješne karijere, održala je više od dvjesto nastupa i solističkih koncerata u Hrvatskoj i inozemstvu. Surađivala je s brojnim pulskim glazbenicima te s Puhačkim orkestrom grada Pule. Godine 2003. pokrenula je osnivanje Istarskog pododbora Hrvatskog društva glazbenih umjetnika te je bila koordinatorica te udruge u dva mandata.
U njezinom pijanističkom repertoaru posebno mjesto pripada glasovirskim djelima istarskih autora, koji se nalaze i na njezinom diskografskom prvijencu, albumu pod nazivom Klavirska glazba istarskih skladatelja, predstavljenom u sklopu 46. Međunarodne glazbene tribine u Puli.
U povodu dvadeset i pete godišnjice umjetničkog i pedagoškog rada, dobitnica je plakete Hrvatskog društva glazbenih umjetnika (2006. godine). Kao pijanistica je sudjelovala i na albumu Bruna Krajcara Mate Balota, koji je osvojio diskografsku nagradu Porin za najbolji etno album 2009. godine. Zajedno sa sopranisticom Marijom Kuhar Šoša snimila je Krajcarevu skladbu Daleki dom.
Jednako je vrijedan i njezin rad sa studentima te nemjerljiv entuzijazam kojim ih potiče i ohrabruje da stječu iskustva na javnim nastupima na produkcijama i koncertima.

## Djela
Kao skladateljica se uspješno okušala u pisanju za razne instrumente i sastave, a skladbe joj se između ostaloga često izvode i na Muzičkoj akademiji u Puli u sklopu obljetnica obilježavanja umjetničkog i pedagoškog rada.
Među djelima za klavir, čije je izvedbene mogućnosti kao pijanistica izuzetno dobro poznavala, svakako se ističe Passacaglia za klavir iz 1983., koju je 2011. godine prof. Denis Modrušan priredio za harmonikaški orkestar i klavir. Iste godine je i izvedena – skladbu je na klaviru svirala sama autorica uz pratnju Akademskog harmonikaškog orkestra Muzičke akademije u Puli u Istarskom narodnom kazalištu povodom 30 godina rada.
Godine 1983. nastale su i Dvije meditacije o Istri koje su nagrađene na Međunarodnom susretu harmonikaša u Puli, što joj je bio poticaj na daljni rad. Od tada, djela koja piše često nastaju na poticaj učenika i nastavnika u glazbenoj školi Ivana Matetića Ronjgova za potrebe programa državnih natjecanja.
Osim toga, tu su Tri Jelina sna, te nešto novije Mala suita i Mala priča, obje iz 2011. godine, sve za klavir solo. Vrlo često skladbe za klavir izvodi i sama, a nije joj strano ni pisanje za klavir četveroručno – tako je primjerice za kolegice iz pulske glazbene škole skladala Kontraste „MD“.
Skladala je, dakako, i za ostale instrumente. Za harmoniku solo je napisala Priču bez riječi (1996.), a isto tako pisala je i za dvije harmonike (Miserere nobis, te Tema 90 iz 1990. godine). Osobito je interesantna i skladba Spod Raklja za gitaru (2008.) pisana na istarskoj ljestvici za renomiranog gitarista Viktora Vidovića kojemu je skladba i posvećena (objavljena je na njegovom CD-u Krasna zemlja). Tu je i skladba za dječji zbor Baba bere lobodu (1990.) koja je tri godine kasnije izašla u zbirci skladbi istarskog zborskog festivala u Poreču Naš kanat je lip, a od ostalih skladbi za zborove ističe se Ave Maria za troglasni ženski zbor (2000.), te Lipa mladost moja za mješoviti zbor (2011.).
Prilično su značajne i solo pjesme koje je pisala, između ostaloga tri solo pjesme na stihove Dobriše Cesarića (Uzdišu vali, pjeni se more; Voćka poslije kiše; Slap), te Molitva Jurja Dobrile iz 2012.
Fakturom često prilično jednostavne, no estetski izrazito privlačne, skladbe Elde Krajcar Percan odišu posebnom, nerijetko meditativnom atmosferom. Njen jedinstven glazbeno-skladateljski jezik moguće je u nekoj mjeri usporediti sa skladateljskim „jednostavnostima“ koje su bile popularne krajem 19. i početkom 20. stoljeća, a čiji je glavni predstavnik Erik Satie. Riječ je o tendencijama odvraćanja od složenijih kompozicijsko-tehničkih postupaka i razvijenog tonalitetnog plana u skladanju,  uz nastojanje da se na jedan drugačiji način od dotadašnjeg postigne i visoka estetska kvaliteta. Takva nastojanja su kod Krajcar Percan isprepletena i sa značajkama minimalizma (prije svega repetitivnost strukture), a često i s istarskim folklorom.
Sveučilište Jurja Dobrile u Puli je Eldi Krajcar Percan 18. travnja 2016. godine na Danu Sveučilišta predalo priznanje „za dugogodišnju uspješnu glazbenu karijeru, više od dvjesto solističkih nastupa i koncerata u Hrvatskoj i inozemstvu, osvojene brojne prestižne nagrade, osnivanje Istarskog pododbora Hrvatskog društva glazbenih umjetnika, za skladateljska uspjehe, promicanje glasovirskih djela istarskih autora te za iznimno predan rad sa studentima koji obavlja s nemjerljivim entuzijazmom“. Od 1. veljače 2018. izabrana je u zvanje umjetničkog savjetnika.